# Горни Нерадовац
Горни Нерадовац или Горно Нерадовец (на сръбски: Горњи Нерадовац или Gornji Neradovac) е село в Югоизточна Сърбия, Пчински окръг, Град Враня, община Враня.

## География
Селото е разположено във Вранската котловина край двата бряга на Нерадовската река, близо до вливането и в Южна Морава. Отстои на 6,3 км южно от окръжния и общински център Враня, на запад от село Рибинце, на югоизток от село Дубница и непосредствено на север от село Долни Нерадовац.

## История
По време на Първата световна война селото е във военновременните граници на Царство България, като административно е част от Вранска околия на Врански окръг.

## Население
Според преброяването на населението от 2011 г. селото има 331 жители.

### Етнически състав
Данните за етническия състав на населението са от преброяването през 2002 г.
- сърби – 326 жители (100%)